# 低蛋白飲食
低蛋白飲食（英語：Low-protein diet），是指當身體不能有效排除代謝廢物時，透過調整飲食當中蛋白質的攝取，達到減少代謝廢物累積、延緩疾病惡化的作用。主要用於先天代謝疾病，如苯丙酮尿症與高胱胺酸尿症；同時也適用於肝腎功能差的病患。在降低蛋白質攝取時，同時也必須維持身體必須營養素：因為攝取過少蛋白質可能會影響鈣離子的恆定，進而增加骨折的風險；在肝臟疾患當中也會影響氮離子的平衡。
隨著每種疾病的症狀與嚴重程度不同，目前對於低蛋白飲食沒有統一的標準。若攝取過多蛋白質，由於體內無法儲存，必須要透過脫胺作用（去除胺基）代謝掉胺基酸，亦即蛋白質的組成成分。因為脫胺作用是由肝與腎進行，所以會建議肝腎受損的病患減少蛋白質的攝取。另外，胺基酸當中的甲硫胺酸和半胱胺酸含有硫的成分，因此若累積這兩種氨基酸，過多的硫離子則會在體內產生酸性的硫化物，並由骨頭分泌的鈣離子中和，使體內淨鈣離子含量降低。久而久之，就造成骨質密度下降。
苯丙酮尿症的病患體內缺乏能將苯丙胺酸轉為酪胺酸的酶，因此從必須減少飲食當中的氨基酸含量。高胱胺酸尿症則是涉及甲硫胺酸代謝的遺傳性疾病，導致半胱胺酸在體內累積，因此治療上會減少飲食當中的甲硫胺酸，並增加維他命B6的攝取。

## 發展歷史
19世紀學者卡爾·馮·弗依特透過研究德國當地人攝取的食物組成，建立了每日蛋白質的攝取標準為118公克；盧塞爾·亨利·曲滕登的幾年後的研究卻顯示，想要維持好的健康，每日只需攝取上述數值的一半以下就可以了。霍瑞斯·弗列卻爾則是正式推行低蛋白飲食的先驅，他同時也主張吃東西應該要每一口咀嚼超過32次。
近年來低蛋白飲食逐漸盛行，因為蛋白質或胺基酸的攝取會直接影響兩個系統：胰島素樣生長因子1的傳訊（IIS）以及雷帕黴素的機理靶標（mMTOR），此兩個系統與壽命長度和癌症相關。除了低蛋白飲食外，也有其他的飲食方法也是以IIS系統為目標：例如80:10:10飲食、間歇性禁食、5:2輕斷食等。
而台灣，在林杰樑醫師的推廣及其他醫師的推廣推行，已逐漸建議慢性腎病患者實行。

## 原則
低蛋白飲食是調整飲食中的蛋白質攝取，一般建議適量攝取肉、魚、奶、蛋、黃豆製品等高生物價蛋白質食物，減少低生物價蛋白質食物如五穀類、乾豆類等食用，藉以減少尿素氮產生，並依據血液生化數值來調整飲食中含鈉、鉀、磷等食物的攝取量。但低蛋白飲食要調整的內容較多，不易執行，長久下來對食物需求、進食樂趣將大大減低，且對食物烹調或食物製備內容不瞭解的情況下，也常造成攝取過多的蛋白質、鈉、鉀、磷等，反而增加腎臟負擔，若未適時依營養建議補充低蛋白點心，也會間接導致熱量攝取不足。 

## 蛋白質需求量
成年人每天對高品質蛋白質的要求，中位數為每公斤體重約0.65克、97.5百分位數為0.83克。孩童則需要更多的蛋白質，隨著不同生長階段會有不同的需求量。70公斤的成年人平均每天需要約45克蛋白質進行氮平衡，而這個熱量占每日平均所需熱量(2200千卡)的10％不到。威廉·庫明·羅斯和他的團隊研究了必需胺基酸，幫助定義了維持正常健康所需的最低需求量。以成年人來說，每種必需胺基酸的建議最低需求量為每天每公斤體重4至39毫克。這些必需胺基酸可以從各種食物攝取，而不用刻意的搭配動物和植物的食物，或者補充特定的植物性食物，如米飯和豆類。需要將特定的植物蛋白質組合以提供足夠蛋白質的概念來源於《小星球之食》（Diet for a Small Planet）這本書，因為植物蛋白質通常被認為不夠完全，它們缺乏一種或多種必需氨基酸，除了罕見的例子，如芋頭；然而其實這只是對於植物蛋白的誤解。

## 低蛋白和肝病
過去對於肝臟疾病或肝臟損傷患者的標準飲食治療是低蛋白質，高碳水化合物，中度脂肪和低鹽飲食。 然而，最近的研究表明，每天每公斤1.2-2克的高蛋白飲食不會惡化肝性腦病。 此外，應採取維生素補充劑，特別是維生素B群。 鹽類攝取應每天限制在5毫克以下。

## 低蛋白和骨質疏鬆症
蛋白質對骨質疏鬆症和骨折風險的影響很複雜。當蛋白質攝取量低於需求量時，骨頭裡的鈣就會流失，說明蛋白質太少對骨骼健康是危險的。有助於肌肉和骨骼生長的IGF-1也會受蛋白攝取量的調節。然而，在體內蛋白質含量高時，身體需要利用鈣來中和尿中由甲硫氨酸和半胱氨酸的脫氨及代謝產物形成的酸，因此可能造成鈣的淨損失。大型前瞻性世代研究顯示，蛋白質消耗最高的五分之一族群和蛋白質消耗最低的五分之一族群相比，骨折的風險有些微的增加。這樣的趨勢在動物性蛋白質而不在植物性蛋白質呈現，但是動物蛋白質攝取量差異很大，植物蛋白質攝取量則差異不大。隨著蛋白質消耗的增加，腸道鈣吸收增強。當蛋白質量增加在每天每公斤體重0.8克到1.5克的範圍內，鈣的吸收也會增加。然而，當蛋白質消耗量大於每公斤體重2克時，從腸道攝取的鈣不能彌補尿液中鈣的損失。鈣不是蛋白質代謝中和硫酸鹽的唯一離子，整體的緩衝也包括陰離子如碳酸氫鹽，有機離子，磷和氯化物，以及陽離子如銨，可滴定酸，鎂，鉀和鈉。一篇在美國飲食協會雜誌上發表的研究表明，增加蔬果和熟豆類食品的攝取可以增加身體在蛋白質代謝中緩衝酸的能力，因為這些食物有助於形成身體裡的鹼基。然而，不是所有的植物食品都可以形成鹼基，像是堅果，穀物和穀物食品都會增加身體的酸負荷。

## 低蛋白飲食與卡洛里的關係
限制卡洛里攝取在動物研究上發現延長壽命且減少發生與年齡相關的共病症，同時限制蛋白質及某些特定胺基酸的攝取也有同樣效果。另外，在大鼠、老鼠、果蠅的研究上發現限制蛋白質攝取比限制卡洛里更能延長壽命。同時，降低某些胺基酸，如：啟動合成蛋白質所需的甲硫胺酸，也有延長壽命的效果。
限制卡洛里攝取在營養代謝、維持苗條身材、減少血糖及增加胰島素的敏感度上有顯著的效應。低蛋白飲食的作用跟限制卡洛里攝取很類似，但是擴大了很多代謝方面的機制，例如限制三價胺基酸的攝取，如：白胺酸、異白胺酸、纈胺酸，有明顯為維持體重及血糖控制的效果。
低蛋白飲食需要搭配足夠的熱量攝取，人體為了維持正常的生理功能，在熱量攝取不足時，身體組織的蛋白質會先被代謝分解，以提供身體能量所需。但在提供身體能量所需的同時，這些蛋白質代謝產生的含氮廢物(尿素、肌酸酐等)也會跟著升高。尿素主要經由腎臟排泄，如此的惡性循環更加重了腎臟的負擔。
此外，當飲食當中的蛋白質被分解代謝以供能量使用時，能用來建造、修補組織的蛋白質含量相對減少，使在限制蛋白質的狀況下體內的蛋白質更加的缺乏。

## 低蛋白飲食與腎病關係
腎病症候群患者若因攝取過多蛋白質，會使蛋白質代謝後的尿素氮等廢物無法完全排出體外，血中尿素氮累積過多時便會引起倦怠、頭暈、無力、噁心、厭食、嗜睡、貧血、搔癢等症狀。
雖然在1994年「改良腎臟疾病飲食」（Modification of Diet in Renal Disease，MDRD）這個大型的隨機性臨床研究沒有顯現明顯的結果，但是安德魯·S·列維（Andrew S. Levey）重新分析及各種實證醫療發現可以有效延緩慢性腎病的發生病程。

低蛋白飲食對腎病好處有：
- 減少尿蛋白：已被證實尿蛋白為腎病進展的危險因子，且會提高死亡風險[30][31]，而低蛋白飲食可以減少蛋白尿，若合併使用ACE inhibitor效果更好。[32]
- 控制尿毒症狀：慢性腎病病人接受透析治療的時機，常仰賴血清尿素氮含量而定，由於蛋白質於人體代謝過程中會產生含氮廢物，因此降低飲食中蛋白質攝取，可以減少尿素氮與代謝性酸中毒的產生，進而減緩尿毒症狀出現，延緩病人接受透析治療的時間[33][34]
- 延緩腎功能下降及病程發展：限制蛋白質的攝取量可減緩腎絲球過濾率的下降速度， CKD 病人執行低蛋白飲食，可延緩 32%患者進入末期腎病的時間，同時也降低 32%的病人接受透析治療、腎臟移植或死亡的發生。[35][36]

腎病患者的低蛋白飲食可分為：
- 低蛋白飲食（low protein diet, LPD）：屬一般型蛋白質限制，攝取量為 0.6~0.8g/Kg/day，但為避免營養不良的發生，其中50％的蛋白質來源需屬於高生物價值（high biological value），如動物性蛋白質、蛋、奶與黃豆類，且每日熱量攝取標準要達到30~35 kcal/kg。
- 補充性極低蛋白飲食（supplemented very low protein diet, SVLPD）：蛋白質攝取量限制在 0.3~0.4 g/Kg/day，熱量標準同於一般型，但因患者會額外補充酮酸（keto acid）或是胺基酸（amino acid），故蛋白質種類不需限定[37]，研究顯示第五期的慢性腎臟病患者若採補充性極低蛋白飲食，可延緩進入透析約 10.7 個月，讓患者有更多時間建立血管通路，避免緊急洗腎導管（double lumen, D/L）置入引起重複感染與危險性。[38][39]

低蛋白飲食的執行需要經由醫師、營養師共同評估推行，評估病患的生理指標(各種生化數據，如：肌酸酐、尿素氮、血色素、白蛋白、鉀、鈣、磷、脂質與糖化血色素（糖尿病患者）等)、體位指標(病人是否過瘦、肌肉量過低)及營養指標(最為重要，需要避免營養不良)，因此在執行低蛋白飲食需要病患的配合及整個團隊的支持指導，並且提供管道給病患及其家屬諮詢。
低蛋白飲食治療腎病主要提倡 米食飲食，從1939年 Walter Kempner在杜克大學提出。主要限制每天卡洛里攝取量只能2000，包含白飯、葡萄糖、蔗糖，也嚴格限制了水果攝取量，其餘營養由維他命提供，而離子方面，鈉離子被限制每天只能150毫克，而氯離子只能200毫克。他在控制水腫及高血壓有顯著的效果，且除了治療腎病及血管性疾病外，也發現可以減輕體重，因此在過去70年來形成了一股減重方式的潮流。在2013年終止。

## 低蛋白飲食爭議
蛋白質是身體所需的必要元素，組成細胞、提供肌肉成長及免疫循環等，因此如果沒有足夠的蛋白質，會造成全身性的影響。
- 肌肉方面：在低蛋白原則下，五穀根莖類攝取會受到限制，容易造成熱量攝取不足，如果沒有完善的飲食計劃，將會促使體內蛋白質消耗分解而轉換成熱能（1克=4 卡），導致營養不良或肌肉質量減少等合併症的產生過低。[46]因為缺少蛋白質，身體會去分解肌肉纖維而去提供更需要蛋白質的組織，因而會讓身體更虛弱，這種情況常出現在老人家或是平常攝取過少蛋白又不規律運動病人[47]
- 免疫方面：蛋白質能修補組織損傷，加速傷口癒合，是人體很重要的必須營養素。我們有許多細胞（如：白血球和抗體）是由蛋白質構成，如果體內缺少蛋白質，淋巴球的數量將會減少，免疫機能也跟著下降。此外，蛋白質還參與多種酵素的構成與作用，可以輔助免疫系統發揮效用[48]，如果沒有攝取足夠的蛋白質，在面對急性感染，身體可能沒有足夠的免疫蛋白去面對這些危險而會更頻繁或更嚴重的感染[47]
- 骨頭方面：足夠的營養素是維持骨頭生長及發展的重要因素，而骨頭的健康與鈣離子的攝取及維他命D的足量提供和每天攝取的蛋白質相關，但是低蛋白攝取常常發現病患有髖骨骨折，或是對於骨折後病患有增加骨質流失、及復原時間延長的現象，因此對於老人的蛋白質攝取，有證據提出0.8 g/kg body weight/day可能過低，會增加脆弱性骨折的風險。[49][50]

## 低蛋白飲食食物
低蛋白飲食，常被醫師建議用於腎臟功能不好病患，因為腎臟功能不好，鈉、鉀離子的代謝也隨之不平衡，故低蛋白飲食也需要合併離子攝取的限制。如：限鹽、限磷、限鉀的控制。此外，對於蛋白質的攝取，腎病未透析患者控制在每天每公斤0.6~0.8公克的蛋白質攝取量，可酌量調整到0.75公克每天每公斤。其中，有1/2到1/3的蛋白質是來自質優的蛋白，即含有所有人類必需胺基酸的蛋白，如：奶類、蛋、魚、肉及黃豆製品，其餘蛋白由米、麵及蔬菜來提供(白米類優於麵食類)。

- 選用低蛋白高熱量的食物以提供足夠的熱量：[53]
  - 低蛋白澱粉類：冬粉、細米粉、粉條、米苔目、粉圓、西米、粉皮、藕粉等
  - 純醣類：冰糖、水果糖、蜂蜜、果糖、純糖等
  - 純油脂：橄欖油、沙拉油等
  - 其他：加糖或蜂蜜之仙草、愛玉、洋菜凍等

- 攝取含鉀、磷或低生物價含量蛋白需限量：[54][55][56]
  - 低生物價含量蛋白
    - 乾豆類：綠豆、紅豆、毛豆、蠶豆、豌豆仁等
    - 麵筋類：麵筋、麵腸、烤麩
    - 堅果類：花生、瓜子、核桃、腰果、杏仁等

  - 含鈉多的蛋白（加工類食物）：貢丸、香腸、火腿、火鍋料、罐頭
  - 含磷多的蛋白（內臟類）：豬心、豬肝

低蛋白飲食不是不能攝取蛋白質，而是要選擇與限量，每人每天約攝取2至4兩的肉類（1兩=37.5公克=約3根手指大小）以防止營養不良帶來的後遺症。也不是不吃蛋或肉就是低蛋白飲食，因品質好的蛋白質普遍存在奶類及豆魚肉蛋類食物中，在身體內的吸收利用率較高；而全穀根莖類、蔬菜類，蛋白質含量雖少，但品質較差，相對地，身體利用率差，易產生含氮廢物及無機離子（磷），增加腎臟的排泄負擔。